# Red Guaraní
Red Guaraní fue un canal de televisión abierta paraguayo propiedad del Grupo Vierci, lanzado al aire el 1 de julio de 2002. Se encontraba disponible al nivel nacional gracias a una red de 20 estaciones retransmisoras. Cerró sus transmisiones el 1 de enero de 2019 y fue reemplazado por Noticias PY y E40 TV.

## Historia
En octubre de 1997, la familia Manzoni-Wasmosy crea el Canal 2 Tevedos de Asunción con una programación básica hasta el 19 de septiembre de 1998 cuando hicieron un cierre de transmisiones temporal por un ajuste técnico pero en marzo de 1999 volvió sus transmisiones normales hasta el 30 de junio de 2002. Era operada por Capeco Visión S.A.
El 1 de julio de 2002 Tevedos fue relanzado como Red Guaraní y surgió como una iniciativa del arquitecto Dany Durand Espínola, exdiputado y exministro de Urbanismo, Vivienda y Hábitat y el productor chileno Ulises Arístides, CEO de Bakus International Inc. para reposicionar el canal utilizando la producción local con más de 18 horas de programación exclusiva producida en sus estudios ubicados en el Complejo Textilia.
En enero de 2003, sus dueños aceptaron la propuesta económica del grupo religioso protestante evangélico Obedira Comunicación Integral (actualmente Red de Comunicación Integral), encabezado por Arnoldo Wiens Durksen y el periodista Oscar Escobar Morínigo, que toma la operación luego de varios años de ser creada la Red Guaraní. El 1 de junio de 2003 coincidiendo al estreno del programa Siglo a Siglo el canal cambia su eslogan de El canal de nuestra gente a El canal de la familia y contó con una programación saludable  [cita requerida]basada en la fe protestante evangélica con el objetivo de mejorar la calidad de vida de las personas con figuras renovadas, una pantalla limpia, con el propósito definido haciendo de Red Guaraní un canal alternativo por 10 años.
Sus programas más recordados de esa época de Obedira son: Siglo a Siglo, 30 Minutos, Red de Noticias, Media Mañana, Deportes en la Red, Actualidad con Jazmín Pazos, Sabores y algo más, Sólo Fútbol, Los Analistas del Fútbol de Primera, La Selección, El Doctor en Casa, Entre Amigos, La Hora de Aprender, Ta-Te-Tito, Pipo y Candy, La Caja Negra, Hablando en Familia, El Gigante de la Mañana, Cocina Rica TV, Al estilo Pelusa, entre otros.
Red Guaraní fue propiedad de Obedira Comunicación Integral hasta el 31 de diciembre de 2013 cuando el canal fue vendido al Grupo Vierci, liderado por Antonio Juan Bautista Vierci, dueño de Telefuturo, Latele, Radio Monumental, entre otros y el 31 de marzo de 2014 Red Guaraní relanzó su programación con noticieros, magazines, periodísticos, deportes, series y telenovelas mexicanas de Televisa que ya fueron transmitidas por Telefuturo y Latele que tuvieron éxito y con más producción nacional e enlatados y estrenos de enlatados actuales.
Desde el 2 de septiembre de 2018 Red Guaraní emitió en dúplex con el canal de cable de noticias Noticias Paraguay y el 1 de enero de 2019 a las 0:05, Red Guaraní fue reemplazado por NPY, siendo un canal de noticias por televisión abierta en el canal 2 VHF de Asunción y en el resto de repetidoras analógicas en el país, ya que en la TDT está disponible en el subcanal 18.2. Además, ocupó el lugar de Red Guaraní en algunas operadoras de televisión por suscripción como Personal TV y Claro TV. No obstante, en otras operadoras como Tigo Star, Red Guaraní fue relanzado como E40 TV, un canal de música de 24 horas que ocupa ahora en el canal 6 de Tigo Star y curiosamente su logotipo seguía en marca de agua en la señal de NPY canal 17.1 hasta 2023.

## Eslóganes
- 1997:  Tevedos, un canal diferente
- 1997-2000: La nueva imagen
- 2000-2002: El canal metropolitano
- 2002-2003: El canal de nuestra gente
- 2003-2014: El canal de la familia
- 2014-2015: Por Red Guaraní
- 2015-2019: Aquí por Red Guaraní

## Estaciones retransmisoras
Por disposición oficial, el canal virtual asignado para esta cadena es el 2.1, con la excepción de ZP32-TDT y ZP67-TDT en la frontera este, las cuales tienen asignado el canal 51.1 de manera provisional, debido a que el canal virtual 2.1 está siendo utilizado en estaciones del Brasil, y cuyas señales llegan a Paraguay, impidiendo su uso.
| Distintivo | Canal físico en TDT (UHF) | Poblaciones obligatorias a servir        |
| ---------- | ------------------------- | ---------------------------------------- |
| ZPV933-TDT | 17                        | Ciudad de Asunción y área metropolitana. |
| ZP32-TDT   | 22                        | Ciudad del Este, Alto Paraná.            |
| ZP67-TDT   | 20                        | Hernandarias, Alto Paraná.               |
| ZP28-TDT   | 27                        | Encarnación, Itapúa.                     |
| ZP43-TDT   | 24                        | Caazapá, Caazapá                         |
| ZP2-TDT    | 22                        | San Juan Nepomuceno, Caazapá.            |
| ZP31-TDT   | 28                        | Villarrica, Guairá.                      |
| ZP56-TDT   | 33                        | Cnel. Oviedo, Caaguazú.                  |
| ZP7-TDT    | 19                        | Caacupé, Cordillera.                     |
| ZP21-TDT   | 15                        | Pozo Colorado, Presidente Hayes.         |
| ZP41-TDT   | 45                        | Concepción, Concepción.                  |
| ZP112-TDT  | 32                        | Pedro Juan Caballero, Amambay.           |
| ZP68-TDT   | 35                        | Saltos del Guairá, Canindeyú.            |
| ZP83-TDT   | 32                        | San Pedro, San Pedro.                    |
| ZP91-TDT   | 20                        | Mcal. Estigarribia, Boquerón.            |
| ZP34-TDT   | 16                        | Fuerte Olimpo, Alto Paraguay.            |
| ZP45-TDT   | 15                        | Pilar, Ñeembucú.                         |
| ZP12-TDT   | 32                        | San Juan Bautista, Misiones.             |
| ZP8-TDT    | 29                        | Paraguarí, Paraguarí.                    |

## Locutores
- José Valinoti (1997)
- Enrique Santomé (1997-2002)
- Raúl Proenza (2002-2003, 2018-2019)
- Gustavo Ginar (2003-2009)
- Domingo Germán Céspedes Rojas (2010-2013)
- Enrique Ayala (2010-2019)
- Alejandro Valiente (2018-2019)